# Récompense (droit)
Pour les articles homonymes, voir Récompense.
La notion de récompense en droit de la famille diffère selon les pays.

## Droit français
En droit français de la famille, une récompense' est une créance qui rectifie les mouvements de valeurs survenus pendant le mariage entre la communauté entre époux et les biens propres.

## Droit québécois
En droit québécois des régimes matrimoniaux, la récompense est égale à l’enrichissement dont la masse des propres (ou la masse des acquêts) a bénéficié au détriment de l’autre, en vertu de l'art. 475 al.3 C.c.Q. Seuls les acquêtes sont partageables au moment de la dissolution de la société d'acquêts. Or, en fonction de leur qualification juridique, certains biens sont acquêts à charge de récompense aux propres ou propres à charge de récompense aux acquêts. Le calcul des récompenses sert donc à déterminer la valeur des acquêts partageables à la dissolution du régime. 